# Joseíto
Joseíto, właśc. José Iglesias Fernández (ur. 23 grudnia 1926 w Zamorze, zm. 12 lipca 2007 w Grenadzie) – hiszpański piłkarz grający na pozycji napastnika, a następnie trener piłkarski.
Jego pierwszym klubem był lokalny Atlético Zamora, skąd w 1947 odszedł do UD Salamanca. Następnym klubem był Racing Santander, a w roku 1951 został piłkarzem Realu Madryt, gdzie grał do sezonu 1958/1959. Z Madrytu trafił do Levante UD. Karierę zakończył w barwach Rayo Vallecano.
W hiszpańskiej pierwszej lidze rozegrał 134 mecze i strzelił 54 gole.
W reprezentacji Hiszpanii rozegrał jeden mecz – w 1952 przeciwko Niemcom.
Jako trener pracował w Celcie Vigo, Granadzie, Córdobie, Alavés, CD Tenerife i Deportivo La Coruña.